# Birgit Honé
Birgit Honé (nascida a 8 de novembro de 1960) é uma política alemã do Partido Social-Democrata da Alemanha (SPD) que serve como Ministra dos Assuntos Federais e Europeus e do Desenvolvimento Regional da Baixa Saxónia. Desde 2017 ela é membro do Bundesrat alemão.